# Liste von Heiligsprechungen
Die Liste von Heiligsprechungen führt chronologisch Heiligsprechungen durch die Päpste auf. Die Liste ist nicht vollständig.
Am 22. Januar 1588 schuf Papst Sixtus V. mit der apostolischen Konstitution Immensa Aeterni Dei die Heilige Ritenkongregation, zu deren Aufgaben die Durchführung von Heiligsprechungsprozessen zählte. Papst Paul VI. löste sie 1969 mit der apostolischen Konstitution Sacra Rituum Congregatio auf und übertrug die Durchführung von Heiligsprechungsprozessen der Kongregation für die Selig- und Heiligsprechungsprozesse (lateinisch Congregatio de Causis Sanctorum).

## Heiligsprechungen vor 1588

### PontifikatJohannes’ XV.
- 31. Januar 993
  - Ulrich von Augsburg

### PontifikatSilvesters II.
- 2. Dezember 999
  - Adalbert von Prag[1]

### PontifikatBenedikts VIII.
- 1016
  - Simeon von Polirone

### PontifikatJohannes’ XIX.
- 1024
  - Adalard von Corbie
- 1026
  - Bononius von Lucedio

### PontifikatBenedikts IX.
- 1032
  - Romuald
- Datum unsicher – vielleicht 1035
  - Symeon von Trier

### PontifikatClemens’ II.
- 5. Januar 1047
  - Wiborada

### PontifikatLeos IX
- 1049
  - Deodatus von Nevers
  - Gervase von Lüttich
- 3. Dezember 1049
  - Romaric von Luxeuil
  - Amatus von Remiremont
  - Adelphus von Metz
- 2. Mai 1050
  - Gerhard von Toul
- 8. Oktober 1051
  - Wolfgang von Regensburg
  - Erhard von Regensburg

### PontifikatAlexanders II.
- 1067
  - Ariardus
- 1070
  - Theobald von Provins
  - Íñigo von Ona

### PontifikatGregors VII.
- 1073
  - Paschasius Radbertus
- 1083
  - Gerhard Sagredo
  - Stephan I.
  - Emmerich von Ungarn

### PontifikatUrbans II.
- 1084
  - Godeleva
- 1095
  - Erlembald Cotta
- 1097
  - Adelheid von Burgund
- 1098
  - Nikolaus Peregrinus
- Datum ungewiss
  - Attilanus von Saragossa
- 1100
  - Angilbert von Saint-Riquier

### PontifikatPaschalis’ II.
- 19. April 1101
  - Knut IV.
- 4. Juni 1109
  - Peter von Anagni

### PontifikatCalixts II.
- 6. Januar 1120
  - Arnulf von Soissons
- 1120
  - Hugo von Cluny
- 1123
  - Konrad von Konstanz
- C. 1123–1124, Datum ungewiss
  - Gerard Potenza

### PontifikatInnozenz’ II.
- 29. Oktober 1129
  - Godehard von Hildesheim
- 22. April 1134
  - Hugo von Grenoble
- 19. April 1139
  - Sturmius

### Pontifikat vonEugens III.
- 4. März 1146
  - Heinrich II.

### PontifikatHadrians IV.
- 1154
  - Famian

### PontifikatAlexander III.
- 7. Februar 1161
  - Eduard der Bekenner
- 9. Juni 1163
  - Anselm von Canterbury
- 1164
  - Helena von Skövde
- 8. November 1169
  - Knud Lavard
- 21. Februar 1173
  - Thomas Becket
- 1174
  - Bernhard von Clairvaux
- Unbekannt
  - Guarinus von Palestrina
  - Johannes von Meda

### PontifikatLucius’ III.
- 1181
  - Bruno von Segni
- 1185
  - Galgano Guidotti
- 1186
  - Anno II.

### PontifikatClemens’ III.
- 1188
  - Ketille
- 21. März 1189
  - Stephan von Muret
- 29. April 1189
  - Otto von Bamberg
- 6. Mai 1190
  - Maelmhaedhoc Ó Morgair
- 1191
  - Peter von Tarentaise

### PontifikatCoelestins III.
- 4. März 1192
  - Ubald von Gubbio
- 8. Januar 1193
  - Bernward von Hildesheim
- 24. Oktober 1193
  - Johannes Gualbertus
- 1194
  - Gaucherius
- 1195
  - Rudesind
- 27. April 1197
  - Gerhard von Sauve-Majeur
- Unbekannt
  - Rögnvald Kali Kolsson

### PontifikatInnozenz’ III.
- 21. Januar 1199
  - Homobonus von Cremona
- März oder April 1200
  - Kunigunde von Luxemburg
- 1202
  - Gilbert von Sempringham
- 8. Mai 1202
  - Wilhelm von Malavalle
- 1203
  - Belina
- 14. Mai 1203
  - Wulfstan von Worcester
- 2. Juli 1204
  - Prokop von Sázava

### PontifikatHonorius’ III.
- 17. Mai 1218
  - Wilhelm von Donjeon
- 18. Februar 1220
  - Hugo von Lincoln
- 1220
  - Bertrand de Comminges
- 8. Januar 1222
  - Robert von Molesme
- 21. Januar 1224
  - Wilhelm von Roskilde
- 11. Dezember 1225
  - Lorcán Ua Tuathail
- 18. März 1226
  - Wilhelm von York

### PontifikatGregors IX.
- 16. Juli 1228
  - Franz von Assisi
- 1. Juni 1232
  - Antonius von Padua
- 18. Juni 1232
  - Virgil von Salzburg
- 3. Juli 1234
  - Dominikus
- 27. Mai 1235
  - Elisabeth von Thüringen

### PontifikatInnozenz’ IV.
- 16. Dezember 1246
  - Edmund Rich
- 24. März 1247
  - William Pinchon
- 1250
  - Margareta von Schottland
- 9. März 1253
  - Petrus von Verona
- 8. September 1253
  - Stanislaus von Krakau

### PontifikatAlexanders IV.
- 12. August 1255
  - Klara von Assisi
- 1256
  - William von Rochester

### PontifikatUrbans IV.
- 25. Januar 1262
  - Richard von Chichester
- 1. Mai 1262
  - Felix von Valois

### PontifikatClemens’ IV.
- 26. März 1267
  - Hedwig von Schlesien

### Pontifikat vonMartins IV.
- Unbekannt
  - Benvenutus Scotivoli

### PontifikatBonifatius’ VIII.
- 11. Juli 1297
  - Ludwig IX.

### PontifikatClemens’ V.
- 5. Mai 1313
  - Coelestin V.

### PontifikatJohannes’ XXII.
- 7. April 1317
  - Ludwig von Toulouse
- 17. April 1320
  - Thomas de Cantilupe
- 18. Juli 1323
  - Thomas von Aquin

### PontifikatClemens’ VI.
- 26. Juni 1347
  - Ivo Hélory
- 19. September 1351
  - Robert von Turlande

### PontifikatUrbans V.
- 15. April 1370
  - Elzéar von Sabran

### PontifikatBonifatius’ IX.
- 7. Oktober 1391
  - Birgitta von Schweden
- 1401
  - John Thwing von Bridlington

### PontifikatMartins V.
- 26. März 1425
  - Sebaldus von Nürnberg

### PontifikatEugens IV.
- 1. Februar 1447
  - Nikolaus von Tolentino
- Unbekannt
  - Bellinus von Padua

### PontifikatNikolaus’ V.
- 24. Mai 1450
  - Bernhardin von Siena

### PontifikatKalixts III.
- 3. Juni 1455
  - Vincent Ferrer
- 1. Januar 1457
  - Osmund von Sées
- 15. Oktober 1457
  - Albertus Siculus
- 1457
  - Rosa von Viterbo

### PontifikatPius’ II.
- 29. Juni 1461
  - Katharina von Siena

### PontifikatSixtus’ IV.
- 7. August 1481
  - Berard und Gefährte
    - Berard von Carbio
    - Otto (Otho)
    - Petrus
    - Accursius
    - Adjutus
- 14. Mai 1482
  - Bonaventura

### PontifikatInnozenz’ VIII.
- 6. Januar 1485
  - Leopold III.

### PontifikatLeos X.
- 1516
  - Daniel und Gefährten
    - Agnellus (Agnello)
    - Samuel
    - Donulus
    - Leo
    - Hugolinus (Ugolino)
    - Nicholas
- 1. Mai 1519
  - Franz von Paola

### PontifikatHadrians VI.
- 1521
  - Kasimir von Litauen
- 31. Mai 1523
  - Benno von Meißen
  - Antoninus von Florenz

## Kanonisationen seit 1588

### PontifikatSixtus’ V.(1)
- 2. Juli 1588
  - Didakus

### PontifikatClemens’ VIII.(2)
- 17. April 1594
  - Hyazinth von Polen
- 29. April 1601
  - Raimund von Penyafort

### PontifikatPauls V.(2)
- 29. Mai 1608
  - Franziska von Rom
- 1. November 1610
  - Karl Borromäus

### PontifikatGregors XV.(5)
- 12. März 1622
  - Franz Xaver
  - Ignatius von Loyola
  - Isidor von Madrid
  - Philipp Neri
  - Teresa von Ávila

### PontifikatUrbans VIII.(2)
- 24. Juni 1625
  - Elisabeth von Portugal
- 29. April 1629
  - Andrea Corsini

### PontifikatAlexanders VII.(2)
- 1. November 1658
  - Thomas Garcia von Villanova
- 19. April 1665
  - Franz von Sales

### PontifikatClemens’ IX.(2)
- 28. April 1669
  - Maria Magdalena von Pazzi
  - Petrus von Alcantara

### PontifikatClemens’ X.(6)
- 4. Februar 1671
  - Ferdinand der Heilige
- 12. April 1671
  - Kajetan von Thiene
  - Luis Beltrán
  - Philipp Benizi
  - Rosa von Lima
  - Francisco de Borja

### PontifikatAlexanders VIII.(5)
- 16. Oktober 1690
  - Giovanni da Capistrano
  - Johannes von Gott
  - Johannes González
  - Lorenzo Giustiniani
  - Paschalis Baylon

### PontifikatClemens’ XI.(4)
- - 22. Mai 1712
  - Andreas Avellino
  - Katharina von Bologna
  - Pius V.
  - Felix von Cantalice

### PontifikatBenedikts XIII.(10)
- 10. Dezember 1726
  - Agnes von Montepulciano
  - Jacobus de Marchia
  - Toribio de Mogrovejo
- 27. Dezember 1726
  - Peregrinus Laziosi
  - Johannes vom Kreuz
  - Franz von Solano
- 31. Dezember 1726
  - Aloisius von Gonzaga
  - Stanislaus Kostka
- 16. Mai 1728
  - Margareta von Cortona
- 19. März 1729
  - Johannes Nepomuk

### PontifikatClemens’ XII.(4)
- 16. Juni 1737
  - Vinzenz von Paul
  - Katharina von Genua
  - Jean François Régis SJ
  - Juliana von Falconieri

### PontifikatBenedikts XIV.(5)
- 9. Juni 1746
  - Petrus Regalado
- 29. Juni 1746
  - Kamillus von Lellis
  - Caterina de’ Ricci
  - Fidelis von Sigmaringen
  - Josef von Leonessa

### PontifikatClemens’ XIII.(6)
- 16. Juli 1767
  - José Calasanz
  - Hieronymus Ämiliani
  - Johanna Franziska von Chantal
  - Johannes von Krakau
  - Josef von Copertino
  - Seraphim von Montegranaro

### PontifikatPius’ VII.(5)
- 24. Mai 1807
  - Angela Merici
  - Franz von Carácciolo
  - Benedikt der Mohr OFMCap
  - Hyazintha Mariscotti
  - Colette von Corbie[2]

### PontifikatGregors XVI.(5)
- 26. Mai 1839
  - Veronica Giuliani
  - Alfonso Maria de Liguori
  - Franz de Hieronymo
  - Johann Joseph vom Kreuz
  - Pacificus von San Severino

### PontifikatPius’ IX.(52)
- 8. Juni 1862
  - Märtyrer von Nagasaki

- 29. Juni 1867
  - Germaine Cousin
  - Leonhard von Porto Maurizio OFM
  - Maria Franziska von den fünf Wunden Christi
  - Josaphat Kunzewitsch
  - Paul vom Kreuz
  - Märtyrer von Gorkum
    - Leonardus van Veghel
    - Petrus van Assche
    - Andreas Wouters
    - Nicasius van Heeze
    - Hieronymus van Weert
    - Antonius van Hoornaar
    - Godfried van Duynen
    - Willehad van Denemarken
    - Jacobus Lacobs
    - Francisus de Roye
    - Joannes van Hoornaar
    - Antonius van Weert
    - Theodor van der Eem
    - Cornelius van Wijk bij Duurstede
    - Adrianus van Hilvarenbeek
    - Godfried van Mervel
    - Joannes van Oisterwijk
    - Nicolaas Poppel
    - Nicolaas Pieck

  - Pedro de Arbués

### PontifikatLeos XIII.(18)
- 8. Dezember 1881
  - Klara von Montefalco (1268–1308)
  - Giovanni Battista de’ Rossi
  - Laurentius von Brindisi (1559–1619)
  - Benoît Joseph Labre (1748–1783)

- 1883
  - Adalbero von Würzburg (Kult approbiert)

- 1884
  - Karl I. von Flandern

- 6. September 1887
  - Alfons Rodriguez (1532–1617)

- 15. Januar 1888
  - Sieben heilige Gründer des Servitenordens
    - Bonfilius Monaldi
    - Bonajunkta Manetti (Johannes)
    - Manettus dell’ Antella (Benedikt)
    - Amadeus Amidei(Bartholomäus)
    - Hugo Lippi-Ugoccioni (Ricovero)
    - Sosteneus di Sostegno (Gerardino)
    - Alexis Falconieri

  - Peter Claver (1580–1654)
  - Jan Berchmans (1599–1621)

- 15. Mai 1897
  - Antonio Maria Zaccaria (1502–1539)

- 27. Mai 1897
  - Pierre Fourier (1565–1640)

- 13. November 1899
  - Beda Venerabilis (672/673–735)

- 24. Mai 1900
  - Rita von Cascia (1381–1447)

- 29. Mai 1900
  - Jean Baptiste de La Salle (1651–1719)

- 1902
  - Eurosia (Kult approbiert)

### PontifikatPius’ X.(4)
- 11. Dezember 1904
  - Alexander Sauli
  - Gerhard Majella CSsR (1726–1755)
- 20. Mai 1909
  - Clemens Maria Hofbauer
  - Joseph Oriol

### PontifikatBenedikts XV.(3)
- 13. Mai 1920
  - Gabriel von der Schmerzhaften Jungfrau (1838–1862)
  - Margareta Maria Alacoque (1647–1690)
- 16. Mai 1920
  - Jeanne d’Arc (1412–1431)

### PontifikatPius’ XI.(34)
- 17. Mai 1925
  - Therese von Lisieux
- 21. Mai 1925
  - Petrus Canisius
- 24. Mai 1925
  - Maria Magdalena Postel
  - Magdalena Sophie Barat
- 31. Mai 1925
  - Johannes Eudes
  - Jean-Marie Vianney
- 22. Juni 1930
  - Catalina Thomás
  - Lucia Filippini
- 29. Juni 1930
  - Robert Bellarmin
  - Theophilus von Corte
  - Kanadische Märtyrer[3]
    - René Goupil
    - Isaac Jogues
    - Jean de Lalande
    - Antoine Daniel
    - Jean de Brébeuf
    - Noël Chabanel
    - Charles Garnier
    - Gabriel Lalemant
- 16. Dezember 1931
  - Albert der Große
- 4. Juni 1933
  - André-Hubert Fournet
- 8. Dezember 1933
  - Bernadette Soubirous
- 14. Januar 1934
  - Johanna Antida Thouret
- 4. März 1934
  - Maria Michaela Desmaisières
- 19. März 1934
  - Pompilio Maria Pirrotti
- 11. März 1934
  - Luise von Marillac
- 19. März 1934
  - Josef Benedikt Cottolengo
  - Teresa Margareta Redi
- 1. April 1934
  - Johannes Bosco
- 20. Mai 1934
  - Konrad von Parzham
- 19. Mai 1935
  - Thomas Morus
  - John Fisher
- 17. April 1938
  - Andreas Bobola
  - Johannes Leonardi
  - Salvator von Horta

### PontifikatPius’ XII.
- 2. Mai 1940
  - Gemma Galgani
  - Maria von der heiligen Euphrasia
- 19. November 1943
  - Margareta von Ungarn
- 7. Juli 1946
  - Franziska Xaviera Cabrini
- 15. Mai 1947
  - Niklaus von Flüe
- 22. Juni 1947
  - Johannes de Britto
- 22. Juni 1947
  - Joseph Cafasso
  - Bernhardin Realino
- 6. Juli 1947
  - Johanna Elisabeth Bichier des Ages
  - Michael Garicoits
- 20. Juli. 1947
  - Louis-Marie Grignion de Montfort
- 27. Juli 1947
  - Catherine Labouré
- 15. Mai 1949
  - Johanna von Lestonnac
- 12. Juni 1949
  - Maria Josepha Rossello
- 23. April 1950
  - Maria Wilhelmina Ämilia de Rodat
- 7. Mai 1950
  - Antonius Maria Claret
- 18. Mai 1950
  - Vincenza Gerosa
  - Bartholomäa Maria Capitanio
- 28. Mai 1950
  - Johanna von Valois
- 11. Juni 1950
  - Vinzenz Maria Strambi
- 24. Juni 1950
  - Maria Goretti
- 9. Juli 1950
  - Mariana de Jesús de Paredes y Flores
- 24. Juni 1951
  - Maria Mazzarello
  - Émilie de Vialar
- 21. Oktober 1951
  - Francesco Saverio Bianchi
  - Antonio Maria Gianelli
  - Ignazio da Laconi
- 4. Juni 1953
  - André-Hubert Fournet
- 29. Mai 1954
  - Pius X.
- 12. Juni 1954
  - Gaspare del Bufalo
  - Joseph Pignatelli
  - Maria Crocifissa Di Rosa
  - Dominikus Savio
- 13. Juni 1954
  - Pierre Chanel
- 11. August 1958
  - Hermann Joseph von Steinfeld

### PontifikatJohannes’ XXIII.
- 12. April 1959
  - Karl von Sezze
  - Joaquina de Vedruna
- 26. Mai 1960
  - Gregorio Barbarigo
- 12. Juni 1960
  - Juan de Ribera
- 11. Mai 1961
  - Maria Bertilla Boscardin
- 6. Mai 1962
  - Martín de Porres
- 9. Dezember 1962
  - Antonio Maria Pucci
  - Francesco Maria da Camporosso
  - Pierre Julien Eymard
- 20. Januar 1963
  - Vincenzo Pallotti

### PontifikatPauls VI.
- 18. Oktober 1964
  - Märtyrer von Uganda
    - Achileo Kiwanuka
    - Adolphus Ludigo-Mukasa
    - Ambrosius Kibuuka
    - Anatoli Kiriggwajjo
    - Anderea Kaggwa
    - Antanansio Bazzekuketta
    - Bruno Sserunkuuma
    - Karl Lwanga
    - Denis Ssebuggwawo Wasswa
    - Gonzaga Gonza
    - Gyavira Musoke
    - James Buuzaabalyaawo
    - John Maria Muzeeyi
    - Joseph Mukasa Balikuddembe
    - Kizito
    - Lukka Baanabakintu
    - Matiya Mulumba
    - Mbaga Tuzinde
    - Mugagga Lubowa
    - Mukasa Kiriwawanvu
    - Nowa Mawaggali
    - Ponsiano Ngondwe

- 29. Oktober 1967
  - Bénilde Romançon

- 22. Juni 1969
  - Julie Billiart

- 25. Januar 1970
  - Maria Soledad Torres Acosta

- 3. Mai 1970
  - Leonardo Murialdo

- 10. Mai 1970
  - Thérèse Couderc

- 31. Mai 1970
  - Juan de Ávila

- 21. Juni 1970
  - Nikola Tavelić
  - Deodatus von Ruticinium
  - Petrus von Narbonne
  - Stephan von Cuneo

- 25. Oktober 1970
  - Vierzig Märtyrer von England und Wales
    - John Almond
    - Edmund Arrowsmith
    - Ambrose Barlow
    - John Boste
    - Alexander Briant
    - Edmund Campion
    - Margaret Clitherow
    - Philip Evans
    - Thomas Garnet
    - Edmund Gennings
    - Richard Gwyn
    - John Houghton
    - Philip Howard, 20. Earl of Arundel
    - John Jones
    - John Kemble
    - Luke Kirby
    - Robert Lawrence
    - David Lewis
    - Anne Line
    - John Lloyd
    - Cuthbert Mayne
    - Henry Morse
    - Nicholas Owen
    - John Payne
    - Polydore Plasden
    - John Plessington
    - Richard Reynolds
    - John Rigby
    - John Roberts
    - Alban Roe
    - Ralph Sherwin
    - John Southworth
    - Robert Southwell
    - John Stone
    - John Wall
    - Henry Walpole
    - Margaret Ward
    - Augustine Webster
    - Swithun Wells
    - Eustace White

- 27. Januar 1974
  - Teresa Jornet y Ibars

- 25. Mai 1975
  - Vicenta María López y Vicuña
  - Juan Bautista Rico

- 28. September 1975
  - Johannes Macias

- 14. September 1975
  - Elisabeth Anna Bayley Seton

- 12. Oktober 1975
  - Oliver Plunkett

- 3. Oktober 1976
  - Beatrix da Silva Meneses

- 17. Oktober 1976
  - John Ogilvie

- 26. Oktober 1975
  - Justinus de Jacobis

- 13. Januar 1977
  - Rafaela Porras y Ayllón

- 9. Oktober 1977
  - Scharbel Machluf

- 19. Juni 1977
  - Johannes Nepomuk Neumann

### PontifikatJohannes Pauls II.(482)
- 20. Juni 1982
  - Crispinus von Viterbo
- 10. Oktober 1982
  - Maximilian Maria Kolbe

- 31. Oktober 1982
  - Margareta Bourgeoys
  - Jeanne Delanoue

- 16. Oktober 1983
  - Leopold Mandić

- 11. März 1984
  - Paula Frassinetti

- 6. Mai 1984 in Seoul, Korea
  - Märtyrer von Korea
    - Andreas Kim Taegon
    - Paul Chong Hasang
    - Laurent-Marie-Joseph Imbert
    - Jacques Honoré Chastan
    - Pierre Philibert Maubant
    - Andreas Chŏng Hwa-gyŏng
    - Augustin Pak Chong-wŏn
    - Augustin Yi Kwang-hŏn
    - Damian Nam Myŏng-hyŏg
    - Franz Ch'oe Kyŏng-hwan
    - Johannes Chrzciciel Yi Kwang-nyŏl
    - Paul Chŏng Ha-sang
    - Paul Hong Yŏng-ju
    - Peter Ch'oe Ch'ang-hŭb
    - Peter Hong Pyŏng-ju
    - Peter Nam Kyŏng-mun
    - Peter Yi Ho-yŏng
    - Sebastian Nam I-gwan
    - Stefan Min Kŭk-ka
    - Lorenz Han I-hyŏng
    - Agathe Chŏn Kyŏng-hyŏb
    - Agathe Kim A-gi
    - Agathe Kwŏn Chin-i
    - Agatha Yi
    - Agathe Yi Kan-nan
    - Agathe Yi Kyŏng-i
    - Agathe Yi So-sa
    - Agnes Kim Hyo-ju
    - Alexis U Se-yŏng
    - Anna Kim Chang-gŭm
    - Anna Pak A-gi
    - Anton Kim Sŏng-u
    - Augustin Yu Chin-gil
    - Barbara Cho Chŭng-i
    - Barbara Ch'oe Yŏng-i
    - Barbara Han A-gi
    - Barbara Kim
    - Barbara Ko Sun-i
    - Barbara Kwŏn Hŭi
    - Barbara Yi
    - Barbara Yi Chŏng-hŭi
    - Benedikta Hyŏng Kyŏng-nyŏn
    - Cecilia Yu So-sa
    - Elisabeth Chŏng Chŏng-hye
    - Ignatius Kim Che-jun
    - Johannes Pak Hu-jae
    - Johannes Yi Mun-u
    - Josef Chang Sŏng-jib
    - Josef Im Ch'i-p'ek
    - Julia Kim
    - Karl Cho Shin-ch'ŏl
    - Karl Hyŏn Sŏng-mun
    - Katharina Chŏng Ch'ŏr-yŏm
    - Katharina Yi
    - Kolumba Kim Hyo-im
    - Lucia Kim
    - Lucia Kim Nusia
    - Lucia Pak Hŭi-sun
    - Magdalena Cho
    - Magdalena Han Yŏng-i
    - Magdalena Hŏ Kye-im
    - Magdalena Kim Ŏb-i
    - Magdalena Pak Pong-son
    - Magdalena Son Sŏ-byok
    - Magdalena Yi Yŏng-dŏk
    - Magdalena Yi Yŏng-hŭi
    - Maria Pak K'ŭn-agi
    - Maria Wŏn Kwi-im
    - Maria Yi In-dŏk
    - Maria Yi Yŏn-hŭi
    - Marta Kim Sŏng-im
    - Paul Hŏ Hyŏb
    - Perpetua Hong Kŭm-ju
    - Peter Kwŏn Tŭg-in
    - Peter Yu Tae-ch'ŏl
    - Protasius Chŏng Kuk-bo
    - Rosa Kim No-sa
    - Therese Kim
    - Therese Kim Im-i
    - Therese Yi Mae-im
    - Susanne U Sur-im
    - Siméon-François Berneux
    - Antoine Daveluy
    - Pierre Aumaître
    - Bernard Louis Beaulieu
    - Just de Bretenières
    - Henri Dorie
    - Martin Luc Huin
    - Josef Chang Chu-gi
    - Johann Baptist Chŏn Chang-un
    - Johannes Yi Yun-il
    - Josef Han Wŏn-sŏ
    - Markus Chŏng Ŭi-bae
    - Peter Ch'oe Hyŏng
    - Peter Son Sŏn-ji
    - Peter Yu Chŏng-nyul
    - Alexander U Se-yŏng
    - Bartholomäus Chŏng Mun-ho
    - Johann Baptist Nam Chong-sam
    - Josef Cho Yun-ho
    - Lukas Hwang Sŏk-tu
    - Peter Cho Hwa-sŏ
    - Peter Chŏng Wŏn-ji
    - Peter Yi Myŏng-sŏ
    - Thomas Son Chasuhn

- 21. Oktober 1984
  - Miguel Febres Cordero

- 13. April 1986
  - Franziskus Antonius Fasani

- 12. Oktober 1986
  - Giuseppe Tomasi Maria

- 18. Oktober 1987 in Manila, Philippinen
  - Märtyrer von Japan
    - Laurentius Ruiz
    - Domingo Ibáñez de Erquicia
    - Jacobo Kyushei Tomonaga
    - Francisco Shoyemon
    - Miguel Kurobioye
    - Lucas de Espiritu Santo
    - Mateo Kohioye del Rosario
    - Magdalena von Nagasaki
    - Marina von Omura
    - Jordanien de San Esteban
    - Tomas Hioji Rokuzayemon Nishi de San Jacinto
    - Antonio Gonzalez
    - Guillermo Courtet
    - Miguel de Aozaraza
    - Lazaro von Kyoto

- 25. Oktober 1987
  - Giuseppe Moscati

- 16. Mai 1988
  - Märtyrer von Paraguay:
    - Roque González de Santa Cruz
    - Alphonsus Rodriguez
    - Juan de Castillo

- 11. Juni 1988
  - Eustochia Smeralda Calafato

- 19. Juni 1988
  - 116 vietnamesische Märtyrer
    - Andreas Dung-Lac
    - Ignacio Delgado
    - Francesco Gil de Federich de Sans
    - José Fernández de Ventosa
    - Domingo Henares de Zafra Cubero
    - Jerónimo Hermosilla
    - Pierre Dumoulin-Borie
    - Augustin Schoeffler
    - Joseph Marchand
    - François Jaccard
    - François-Isidore Gagelin
    - Bernard Võ Văn Duệ
    - Emanuel Nguyễn Văn Triệu
    - Philipp Phan Văn Minh
    - Jakob Đỗ Mai Năm
    - Johannes Đạt
    - Josef Đặng Đình Viên
    - Josef Nguyễn Đình Nghi
    - Lukas Vũ Bá Loan
    - Martin Tạ Đức Thịnh
    - Paul Nguyễn Ngân
    - Paul Phạm Khắc Khoan
    - Peter Lê Tuỳ
    - Peter Nguyễn Bá Tuần
    - Peter Trương Văn Thi
    - Peter Vũ Đăng Khoa
    - Vincent Nguyễn Thế Điểm
    - Dominik Nguyễn Văn Hạnh
    - Dominik Nguyễn Văn Xuyên
    - Dominik Trạch
    - Dominik Vũ Đình Tước
    - Josef Đỗ Quang Hiển
    - Peter Nguyễn Văn Tự
    - Thomas Đinh Viết Dụ
    - Vincent Đỗ Yến
    - Dominik Bùi Văn Úy
    - Franz Đỗ Văn Chiểu
    - Franz Ksawery Hà Trọng Mậu
    - Franz Ksawery Nguyễn Cần
    - Johann Baptist Đinh Văn Thanh
    - Josef Hoàng Lương Cảnh
    - Josef Nguyễn Đình Uyển
    - Paul Nguyễn Văn Mỹ
    - Peter Nguyễn Khắc Tự
    - Peter Nguyễn Văn Hiếu
    - Peter Trương Văn Đường
    - Peter Vũ Văn Truật
    - Thomas Toán
    - Andreas Trần Văn Trông
    - Anton Nguyễn Đích
    - Anton Nguyễn Hữu Quỳnh
    - Augustin Nguyễn Văn Mới
    - Augustin Phan Viết Huy
    - Dominik Đinh Đạt
    - Johann Baptist Cỏn
    - Martin Thọ
    - Matthias Lê Văn Gẫm
    - Michael Nguyễn Huy Mỹ
    - Nikolaus Bùi Đức Thể
    - Paul Tống Viết Bường
    - Stefan Nguyễn Văn Vinh
    - Simon Phan Đắc Hoà
    - Thomas Nguyễn Văn Đệ
    - Thomas Trần Văn Thiện
    - Józef María Díaz Sanjurjo
    - Melchor García Sampedro
    - Dominik Cẩm
    - Thomas Khuông
    - Dominik Hà Trọng Mậu
    - Josef Tuân
    - Andreas Tường
    - Peter Đa
    - Peter Đinh Văn Dũng
    - Dominik Huyện
    - Dominik Nguyên
    - Dominik Nguyễn Đức Mạo
    - Dominik Nhi
    - Dominik Ninh
    - Dominik Phạm Trọng Khảm
    - Dominik Toại
    - Josef Phạm Trọng Tả
    - Josef Trần Văn Tuấn
    - Josef Túc
    - Lukas Phạm Trọng Thìn
    - Paul Vũ Văn Dương
    - Peter Đinh Văn Thuần
    - Lorenz Ngôn
    - Vincent Dương
    - Vincent Tường
    - Théophane Vénard
    - Étienne-Théodore Cuenot
    - Pierre François Néron
    - Johannes Đoàn Trinh Hoan
    - Paul Lê Bảo Tịnh
    - Paul Lê Văn Lộc
    - Peter Đoàn Công Quý
    - Peter Khan
    - Peter Nguyễn Văn Lựu
    - Lorenz Nguyễn Văn Hưởng
    - Andreas Nguyễn Kim Thông
    - Josef Nguyễn Văn Lựu
    - Peter Ðoàn Văn Vân
    - Agnes Lê Thị Thành
    - Emanuel Lê Văn Phụng
    - Franz Trần Văn Trung
    - Josef Lê Đăng Thị
    - Matthias Nguyễn Văn Ðắc
    - Michael Hồ Đình Hy
    - Paul Hạnh
    - Pedro José Almató y Ribera Auras
    - Valentín Faustino de Berrio-Ochoa y Aristi
    - Jacinto Castañeda
    - Mateo Alonso de Leciniana
    - Vincent Phạm Hiếu Liêm
    - Josef Nguyễn Duy Khang

- 3. Juli 1988
  - Simón de Rojas
  - Philippine Rose Duchesne

- 2. Oktober 1988
  - Magdalena Gabriela von Canossa

- 11. Dezember 1988
  - Rosa Molas y Vallvé

- 9. April 1989
  - Clelia Barbieri
- 1. November 1989
  - Gaspar Bertoni
  - Richard Pampuri

- 12. November 1989
  - Agnes von Böhmen
  - Albert Chmielowski

- 10. Dezember 1989
  - Mutien-Marie Wiaux

- 9. Dezember 1990
  - Maria Margareta d’Youville

- 17. November 1991
  - Raphael Kalinowski

- 31. Mai 1992
  - Claude de la Colombière

- 11. Oktober 1992
  - Ezequiel Moreno y Díaz

- 21. März 1993
  - Maria vom heiligen Ignatius
  - Teresa von Jesus

- 16. Juni 1993
  - Enrique de Ossó y Cervelló

- 8. September 1993
  - Meinhard von Segeberg

- 21. Mai 1995
  - Johannes Sarkander
  - Zdislava

- 2. Juli 1995
  - Märtyrer von Kosice (1619):
    - Marko von Križevci
    - Stefan Pongracz
    - Melichar Grodziecki

- 3. Dezember 1995
  - Eugene de Mazenod

- 2. Juni 1996
  - Johannes Gabriel Perboyre
  - Ägidius Maria vom Heiligen Joseph
  - Johannes Grande

- 8. Juni 1997
  - Hedwig von Anjou

- 10. Juni 1997
  - Johannes von Dukla

- 11. Oktober 1998
  - Edith Stein

- 18. April 1999
  - Marcellin Champagnat
  - Giovanni Calabria
  - Augustina Pietrantoni

- 16. Juni 1999
  - Kinga von Polen

- 21. November 1999
  - Märtyrer von Spanien
    - Cyrill Bertrán
    - Filomeno López López
    - Vilfrido Fernández Zapico
    - Claudio Bernabé Cano
    - Vicente Alonso Andrés
    - Román Martínez Fernández
    - Héctor Valdivielso Sáez
    - Manuel Seco Gutiérrez
    - Manuel Barbal Cosán
    - Inocencio de la Inmaculada

  - Benedetto Menni
  - Thomas von Cori

- 30. April 2000
  - Maria Faustyna Kowalska

- 21. Mai 2000
  - Märtyrer der Revolution in Mexiko:
    - Cristóbal Magallanes Jara
    - Román Adame Rosales
    - Rodrigo Aguilar Aleman
    - Julio Álvarez Mendoza
    - Luis Batis Sáinz
    - Agustín Cortés Caloca
    - Mateo Correa Megallanes
    - Atilano Cruz Alvarado
    - Miguel de la Mora de la Mora
    - Pedro Esqueda Ramírez
    - Margarito Flores García
    - José Isabel Flores Varela
    - David Galván Bermudes
    - Salvador Lara Puente
    - Petrus Maldonado
    - Jesús Méndez Montoya
    - Manuel Morales
    - Justino Orona Madrigal
    - Sabas Reyes Salazar
    - José María Robles Hurtado
    - David Roldán Lara
    - Toribio Romo González
    - Jenaro Sánchez Delgadillo
    - Tranquilino Ubiarco Robles
    - David Uribe Velasco

  - Joseph Maria de Yermo y Parres
  - Maria vom Sakrament Jesu

- 1. Oktober 2000
  - Märtyrer von China
    - Pedro Sanz i Yordà
    - Francisco Serrano Frías
    - Juan Alcober Figuera
    - Joaquín Royo Pérez
    - Francisco Díaz de Écija
    - Augustinus Zhao Rong
    - Auguste Chapdelaine
    - Peter Wu Guosheng
    - Joseph Zhang Dapeng
    - Jean-Gabriel Taurin Dufresse
    - Francesco Maria Lantrua
    - Joseph Yuan Zaide
    - François-Régis Clet
    - Paul Liu Hanzuo
    - Thaddeus Liu Ruiting
    - Peter Liu Wenyuan
    - Joachim Ho
    - Francisco Fernández de Capillas
    - Jean-Pierre Néel
    - Lawrence Bai Xiaoman
    - Agnes Cao Guiying
    - Jerome Lu Tingmei
    - Lawrence Wang Bing
    - Agatha Lin Zao
    - Joseph Zhang Wenlan
    - Paul Chen Changpin
    - John Baptist Luo Tingying
    - Martha Wang-Luo
    - Martin Wu Xuesheng
    - John Zhang Tianshen
    - John Chen Xianheng
    - Lucy Yi Zhenmei
    - Gregorio Grassi
    - Francesco Fogolla
    - Elia Facchini
    - Théodore Balat
    - Andreas Bauer
    - Antonio Fantosati
    - Giuseppe Maria Gambaro
    - Cesidio Giacomantonio
    - Irma Grivot
    - Maria Anna Giuliani
    - Clelia Nanetti
    - Jeanne-Marie Kerguin
    - Ann Moreau
    - Anne Dierk
    - Paula Jeuris
    - Johannes Zhang Huan
    - Patrick Dong Bodi
    - Johannes Wang Rui
    - Philip Zhang Zhihe
    - Johannes Zhang Jingguang
    - Thomas Shen Jihe
    - Simon Chen Ximan
    - Peter Wu Anbang
    - Franz Zhang Rong
    - Matthias Feng De
    - Peter Zhang Banniu
    - Jakob Yan Guodong
    - Jakob Zhao Quanxin
    - Peter Wang Erman
    - Alberich Crescitelli
    - Léon-Ignace Mangin
    - Paul Denn
    - Rémy Isoré
    - Modeste Andlauer
    - Maria Zhu-Wu
    - Peter Zhu Rixin
    - Johann Baptist Zhu Wurui
    - Maria Fu Guilin
    - Barbara Cui-Lian
    - Joseph Ma Taishun
    - Lucia Wang Cheng
    - Maria Fan Kun
    - Maria Chi Yu
    - Mary Zheng Xu
    - Mary Du-Zhao
    - Magdalene Du Fengju
    - Maria Du-Tian
    - Paul Wu Anjyu
    - Johann Baptist Wu Mantang
    - Paul Wu Wanshu
    - Raymond Li Quanzhen
    - Peter Li Quanhui
    - Peter Zhao Mingzhen
    - Johann Baptist Zhao Mingxi
    - Teresa Chen Tinjieh
    - Rosa Chen Aijieh
    - Peter Wang Zuolung
    - Maria Guo-Li
    - Joan Wu Wenyin
    - Zhang Huailu
    - Markus Ji Tianxiang
    - Anna An-Xin
    - Maria An-Guo
    - Ann An-Jiao
    - Maria An Linghua
    - Paul Liu Jinde
    - Joseph Wang Kuiju
    - Johannes Wang Kuixin
    - Teresa Zhang-He
    - Lang-Yang
    - Paul Lang Fu
    - Elisabeth Qin-Bian
    - Simon Qin Cunfu
    - Peter Liu Zeyu
    - Anna Wang
    - Joseph Wang Yumei
    - Lucia Wang-Wang
    - Andreas Wang Tianqing
    - Maria Wang-Li
    - Chi Zhuze
    - Maria Zhao-Guo
    - Rosa Zhao
    - Maria Zhao
    - Joseph Yuan Gengyin
    - Paul Ge Tingzhu
    - Rosa Fan Hui
    - Aloisius Versiglia
    - Kallistus Caravario

  - Maria Josepha vom Herzen Jesu Sancho de Guerra
  - Katherine Maria Drexel
  - Josephine Bakhita

- 10. Juni 2001
  - Aloisius Scrosoppi
  - Agostino Roscelli
  - Bernardo da Corleone
  - Teresa Eustochio Verzeri
  - Rebekka Ar Rayès

- 25. November 2001
  - Giuseppe Marello
  - Paula Montal Fornés de San José de Calasanz
  - Leonie Aviat
  - Maria Crescentia Höss

- 19. Mai 2002
  - Alfonso von Orozco
  - Ignatius von Santhià
  - Humilis Pirozzo
  - Paulina vom Herzen Jesu im Todeskampf
  - Benedetta Cambiagio Frassinello

- 16. Juni 2002
  - Pio von Pietrelcina (Pater Pio)

- 30. Juli 2002
  - Peter von Betancurt

- 31. Juli 2002
  - Juan Diego

- 6. Oktober 2002
  - Josemaría Escrivá de Balaguer y Albás

- 4. Mai 2003
  - Pedro Poveda Castroverde
  - José María Rubio y Peralta
  - Genoveva Torres Morales
  - Ángela de la Cruz
  - Maria von den Wundern Jesu

- 18. Mai 2003
  - Józef Sebastian Pelczar
  - Maria Ursula Ledóchowska
  - Maria de Mattias
  - Virginia Centurione Bracelli

- 5. Oktober 2003
  - Daniele Comboni
  - Arnold Janssen
  - Josef Freinademetz

- 16. Mai 2004
  - Luigi Orione
  - Annibale Maria Di Francia
  - Josep Manyanet i Vives
  - Nimatullah al-Hardini
  - Paula Elisabeth Cerioli
  - Gianna Beretta Molla

### PontifikatBenedikts XVI.(45)
- 23. Oktober 2005
  - Józef Bilczewski
  - Gaetano Catanoso
  - Sigismund Gorazdowski
  - Alberto Hurtado Cruchaga
  - Felix von Nicosia
- 15. Oktober 2006
  - Rafael Guízar Valencia
  - Théodore Guérin
  - Filippo Smaldone
  - Rosa Venerini
- 11. Mai 2007 auf dem Flughafen Campo de Marte, São Paulo, Brasilien
  - Frei Galvão
- 3. Juni 2007
  - George Preca
  - Simon von Lipnica
  - Karel vom heiligen Andreas
  - Maria Eugenia von Jesus
- 12. Oktober 2008
  - Alfonsa von der Unbefleckten Empfängnis
  - Gaetano Errico
  - Narcisa de Jesús Martillo Morán
  - Maria Bernarda Bütler
- 26. April 2009
  - Arcangelo Tadini
  - Bernardo Tolomei
  - Nuno Álvares Pereira
  - Geltrude Comensoli
  - Caterina Volpicelli
- 11. Oktober 2009
  - Zygmunt Szczęsny Feliński
  - Francisco Coll y Guitart
  - Damian de Veuster
  - Rafael Arnáiz Barón
  - Jeanne Jugan
- 17. Oktober 2010
  - Stanisław Kazimierczyk (Kult approbiert)
  - André Bessette
  - Cándida María de Jesús
  - Mary MacKillop
  - Giulia Salzano
  - Camilla Battista Varano (Kult approbiert)
- 23. Oktober 2011
  - Guido Maria Conforti
  - Luigi Guanella
  - Bonifacia Rodríguez Castro
- 10. Mai 2012
  - Hildegard von Bingen
- 21. Oktober 2012
  - Jacques Berthieu
  - Pedro Calungsod
  - Giovanni Battista Piamarta
  - María del Monte Carmelo
  - Marianne Cope
  - Kateri Tekakwitha
  - Anna Schäffer

### PontifikatFranziskus’(ca. 900)
- 12. Mai 2013[4]
  - Antonio Primaldo und die etwa 800 weiteren Märtyrer von Otranto
  - Laura Montoya
  - María Guadalupe García Zavala

- 9. Oktober 2013
  - Angela von Foligno

- 17. Dezember 2013
  - Peter Faber

- 3. April 2014
  - François de Montmorency Lavál
  - Marie de l’Incarnation
  - José de Anchieta

- 27. April 2014
  - Johannes XXIII.
  - Johannes Paul II.

- 23. November 2014
  - Giovanni Antonio Farina
  - Kuriakose Elias Chavara
  - Amato Ronconi
  - Euphrasia vom Heiligsten Herzen Jesu
  - Nicola Saggio
  - Ludovico von Casoria

- 14. Januar 2015 in Colombo
  - Joseph Vaz

- 17. Mai 2015 in Rom
  - Mirjam von Abellin
  - Maria Cristina Brando
  - Maria Alfonsina Ghattas
  - Émilie de Villeneuve

- 23. September 2015 in Washington, DC
  - Junípero Serra Ferrer

- 18. Oktober 2015 in Rom
  - Vincenzo Grossi
  - Zélie und Louis Martin
  - María de la Purísima Salvat Romero

- 5. Juni 2016 in Rom
  - Elisabeth Hesselblad
  - Stanislaus Papczyński

- 4. September 2016 in Rom
  - Teresa von Kalkutta

- 16. Oktober 2016 in Rom
  - Salomon Leclercq
  - José Sánchez del Río
  - Manuel González García
  - Lodovico Pavoni
  - Alfonso Maria Fusco
  - José Gabriel del Rosario Brochero
  - Elisabeth von der Dreifaltigkeit

- 13. Mai 2017 in Fátima (Portugal)
  - Francisco Marto
  - Jacinta Marto

- 15. Oktober 2017 in Rom[5]
  - Andreas von Soveral, Ambrósio Francisco Ferro, Matteo Moreira und 27 Gefährten
  - Cristóbal, Antonio und Juan, erste mexikanische Märtyrer
  - Faustino Míguez
  - Angelo da Acri (Luca Antonio Falcone)

- 14. Oktober 2018 in Rom[6]
  - Paul VI.
  - Oscar Arnulfo Romero Galdámez
  - Francesco Spinelli
  - Vincenzo Romano
  - Katharina Kasper
  - Nazaria Ignazia di Santa Teresa di Gesù
  - Nunzio Sulprizio

- 5. Juli 2019
  - Bartolomeu Fernandes dos Mártires

- 13. Oktober 2019
  - John Henry Newman
  - Giuseppina Vannini
  - Mariam Thresia Chiramel Mankidiyan
  - Dulce Lopes Pontes
  - Marguerite Bays

- 21. April 2021
  - Margareta von Città di Castello[7]

- 15. Mai 2022 in Rom[8]
  - Lazzaro Devasahayam Pillai
  - César de Bus
  - Aloisius Palazzolo
  - Giustino Maria Russolillo
  - Charles de Foucauld
  - Anna Maria Rubatto (Sr. Maria Francesca di Gesu)
  - Maria Domenica Mantovani
  - Titus Brandsma
  - Marie Rivier
  - Maria di Gesu Santocanale

- 9. Oktober 2022 in Rom[9]
  - Giovanni Battista Scalabrini
  - Artemide Zatti

- 11. Februar 2024 in Rom
  - María Antonia de San José de Paz y Figueroa

- 20. Oktober 2024 in Rom[10]
  - Manuel Ruiz López und sieben Gefährten, Francesco Massabki, Mooti Massabki und Raffaele Massabki
  - Giuseppe Allamano
  - Marie-Léonie Paradis
  - Helena Guerra
  - Engelbert Kolland gemeinsam mit zehn weitern Gefährten/innen.

- 18. Dezember 2024 in Rom (durch Einschreibung in das Heilgenverzeichnis)[11]
  - Märtyrinnen von Compiègne